# Qinhuangdao Shougang Motorsport Valley
Das Qinhuangdao Shougang Motorsport Valley ist eine permanente Motorsport-Rennstrecke bei Qinhuangdao in der Provinz Hebei in der Volksrepublik China.

## Geschichte
Die Anlage wurde ab 2017 auf dem Gelände eines erst ein Jahrzehnt zuvor errichteten Stahlwerks angelegt und Ende 2018 mit einem Rennen der Chinesischen Truck-Racing Meisterschaft eröffnet.

## Streckenbeschreibung
Der Kurs umfasst lediglich eine Streckenvariante und wird gegen den Uhrzeigersinn befahren. Neben der Rennstrecke umfasst die Anlage auch eine Kartbahn.

## Veranstaltungen
Serien wie die Chinesische Truck-Racing-Meisterschaft, die Chinesische Formel-4-Meisterschaft und die Chinesische Langstreckenmeisterschaft starteten bereits auf dem Kurs.